# Francesca Alotta
 (janvier 2019).
Si vous disposez d'ouvrages ou d'articles de référence ou si vous connaissez des sites web de qualité traitant du thème abordé ici, merci de compléter l'article en donnant les références utiles à sa vérifiabilité et en les liant à la section « Notes et références ».
Francesca Alotta (née le 15 octobre 1969 à Palerme, en Sicile) est une chanteuse italienne.

## Biographie
Francesca Alotta commence sa carrière de chanteuse en tant que choriste dans les disques de chanteurs italiens importants, parmi lesquels on peut citer Volano le pagine de Mietta en 1991, et comme membre de Compilations, un groupe musical qui se produisait dans le cadre de l'émission de divertissement dominicale Domenica in sur Rai Uno (alors Rete 1) entre 1988 et 1990.
En 1991, elle remporte le Prix Cantagiro, dans la catégorie « Jeunes interprètes », avec Chiamata urgente.
L'année suivante, elle remporte le concours du Festival de Sanremo dans la catégorie « jeunes espoirs » avec Non amarmi, qu'elle chantait en duo avec Aleandro Baldi. De son premier album Francesca Alotta est extrait le single Fragilità qui participe au concours du Prix Cantagiro 1992.
En 1993, Francesca Alotta participe de nouveau au Festival de Sanremo et publie deux albums : Un anno di noi et Io e te, ce dernier lui permettant d'être invitée dans l'émission Domenica in.
Elle se produit ensuite au Japon, pour le lancement d'un album de compilation de ses meilleures chansons, et à Cuba, où elle est restée pendant plusieurs mois en tête des classements avec Yolanda, chantée en duo avec Augusto Enriquez dei Moncada.
En 1997 sort son album Buonanotte alla luna, qui rassemble des chansons célèbres qui ont pour objet la lune, parmi lesquelles Dillo alla luna de Vasco Rossi et ... e la luna bussò, en duo avec Loredana Bertè.
En 1999, elle est l'une des interprètes de la comédie musicale Cenerentola de Tony Cucchiara.
En 2004, elle participe au concours de jeunes talents Music Farm, présenté par Amadeus, mais elle est éliminée après avoir perdu le défi contre Marco Armani.
En avril 2010, Francesca Alotta participe au 11e Festival della nuova canzone siciliana (Festival de la nouvelle chanson sicilienne), avec une chanson Miu amuri, dont elle a écrit le texte, dédiée à sa mère décédée et à son père, qui n'a jamais accepté la douleur de cette perte. La musique est écrite par une autre femme, qui en plus d'être une chanteuse, est également compositrice, Marianna Cataldi.

## Discographie
- 1992 - Francesca Alotta
- 1993 - Io e te
- 1993 - Un anno di noi
- 1997 - Buona notte alla luna

## Source de traduction
- (it) Cet article est partiellement ou en totalité issu de l’article de Wikipédia en italien intitulé « Francesca Alotta » (voir la liste des auteurs).